# Belemnospora epiphylla
Belemnospora epiphylla är en svampart som beskrevs av P.M. Kirk 1981. Belemnospora epiphylla ingår i släktet Belemnospora, divisionen sporsäcksvampar och riket svampar.   Inga underarter finns listade i Catalogue of Life.